# Bistum Alessandria

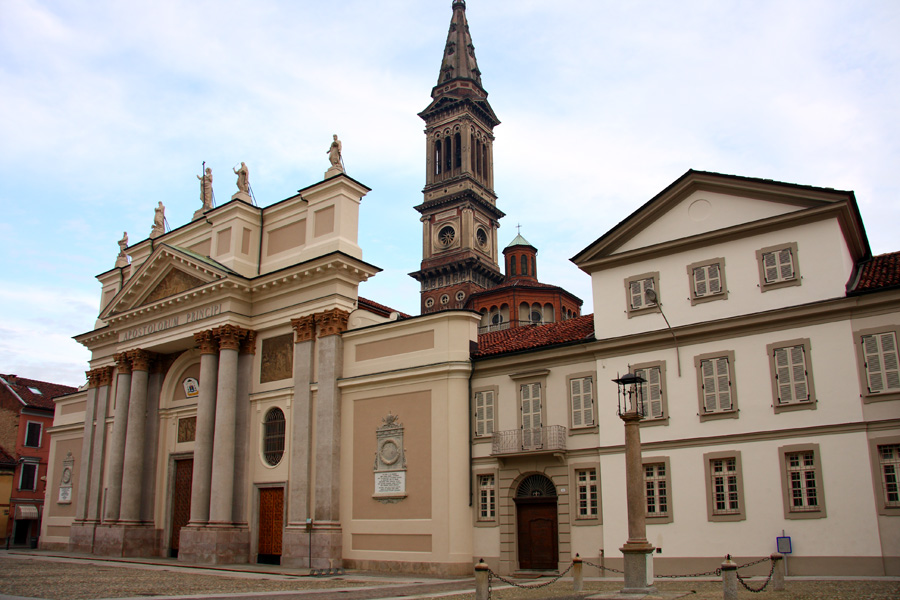
Kathedrale Santi Pietro e Marco in Alessandria

Das Bistum Alessandria (lat.: Dioecesis Alexandrina Statiellorum, ital.: Diocesi di Alessandria) ist eine in Italien gelegene römisch-katholische Diözese mit Sitz in Alessandria.

## Geschichte
Das Bistum Alessandria wurde im Jahre 1175 durch Papst Alexander III. errichtet. 1213 wurde das Bistum Alessandria aufgelöst. Am 15. April 1405 wurde es durch Papst Innozenz VII. erneut errichtet.
1803 wurde das Bistum ein weiteres Mal aufgelöst und das Territorium wurde dem Bistum Casale Monferrato angegliedert. Am 17. Juli 1817 wurde das Bistum Alessandria durch Papst Pius VII. mit der Apostolischen Konstitution Beati Petri erneut errichtet.
Das Bistum ist dem Erzbistum Vercelli als Suffraganbistum unterstellt.